# Adelsruh

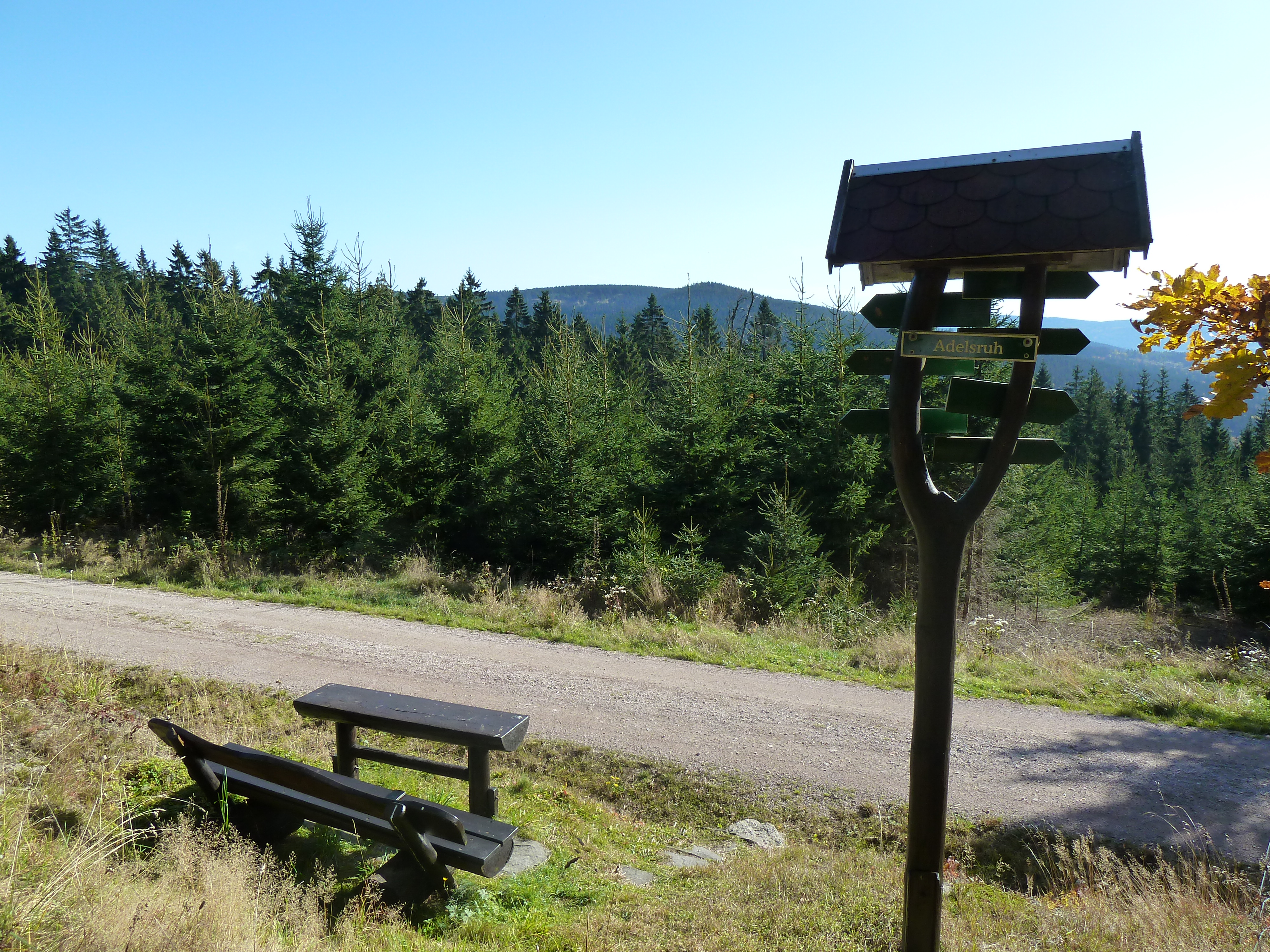
Blick auf die Adelsruh

Die Adelsruh ist ein Rastplatz und Aussichtspunkt nach Zella-Mehlis und zum Tunnelportal Tunnel Berg Bock.
Sie liegt an einem Panorama-Wanderweg zwischen Rondell bei Oberhof über den Stein 16 vorbei am Schützenbergmoor nach Zella-Mehlis. Diese Route wird im Winter auch von Skiläufern genutzt, die den Rastpunkt Adelsruh passieren und nach etwa 5 km das Ausflugsziel Veilchenbrunnen erreichen.